# Halle Open 2015
L'Halle Open 2015, conosciuto anche come Gerry Weber Open per motivi di sponsorizzazione, è stato un torneo di tennis giocato sull'erba. È stata la 23ª edizione del Halle Open, che fa parte della categoria ATP World Tour 500 series nell'ambito dell'ATP World Tour 2015. Si è giocato al Gerry Weber Stadion di Halle in Germania, dal 15 al 21 giugno 2015.

## Partecipanti

### Singolare

#### Testa di serie
| Nazionalità | Giocatore     | Ranking* | Testa di serie |
| ----------- | ------------- | -------- | -------------- |
| Svizzera    | Roger Federer | 2        | 1              |
| Giappone    | Kei Nishikori | 5        | 2              |
| Rep. Ceca   | Tomáš Berdych | 6        | 3              |
| Francia     | Gaël Monfils  | 16       | 4              |
| Spagna      | Tommy Robredo | 20       | 5              |
| Uruguay     | Pablo Cuevas  | 23       | 6              |
| Australia   | Bernard Tomić | 24       | 7              |
| Croazia     | Ivo Karlović  | 27       | 8              |

 *  Ranking all'8 giugno 2015

#### Altri partecipanti
I seguenti giocatori hanno ricevuto una wild card per il tabellone principale:
- Dustin Brown
- Jan-Lennard Struff
- Alexander Zverev

I seguenti giocatori sono passati dalle qualificazioni:

- Ričardas Berankis
- Alejandro Falla
- Lukáš Lacko
- Jarkko Nieminen

#### Ritiri
Prima del torneo
- Benjamin Becker
- Jo-Wilfried Tsonga

Durante il torneo
- Gaël Monfils
- Kei Nishikori

### Doppio

#### Teste di serie
| Nazionalità | Giocatore         | Nazionalità | Giocatore      | Ranking* | Testa di Serie |
| ----------- | ----------------- | ----------- | -------------- | -------- | -------------- |
| Paesi Bassi | Jean-Julien Rojer | Romania     | Horia Tecău    | 15       | 1              |
| India       | Rohan Bopanna     | Romania     | Florin Mergea  | 34       | 2              |
| Austria     | Julian Knowle     | Canada      | Vasek Pospisil | 41       | 3              |
| Uruguay     | Pablo Cuevas      | Spagna      | David Marrero  | 52       | 4              |

* Ranking all'8 giugno 2015

### Altri partecipanti
Le seguenti coppie hanno ricevuto una wild card per il tabellone principale:
- Dustin Brown /  Jan-Lennard Struff
- Alexander Zverev /  Miša Zverev

La seguente coppia è passata dalle qualificazioni:

- Lukáš Rosol /  Serhij Stachovs'kyj

## Campioni

### Singolare
Roger Federer ha sconfitto in finale  Andreas Seppi per 7-6(1), 6-4.
- È l'86º titolo in carriera per lo svizzero, l'ottavo ad Halle e quarto nel 2015.

### Doppio
Raven Klaasen /  Rajeev Ram hanno battuto in finale  Rohan Bopanna /  Florin Mergea per 7–6(5), 6-2.